# Römische Streitkräfte in Cappadocia
Die Römischen Streitkräfte in Cappadocia (lateinisch exercitus Cappadocicus) bestanden ab 18/19 n. Chr. aus den in der römischen Provinz Cappadocia stationierten Legionen und Auxiliartruppen.

## Legionen
Die folgenden Legionen (oder Teile von ihnen) waren zu verschiedenen Zeiten in der Provinz Cappadocia an den folgenden Standorten stationiert:
- Melitene: die Legion XII Fulminata
- Satala: die Legionen XV Apollinaris und XVI Flavia Firma
- Trabzon: die Legion I Pontica

Die Legio VIIII Hispana wurde unter Antoninus Pius (138–161) in die Provinz verlegt; sie wurde vermutlich 161 in einer Schlacht gegen die Parther vernichtet.

## Auxiliartruppen
Auf Militärdiplomen aus den Jahren 94 bis 101 n. Chr. werden 4 Alae und 14 Kohorten für die Provinz aufgeführt, die aber nicht alle zur selben Zeit in der Provinz stationiert waren:
| - Ala I Augusta Germaniciana - Ala I Augusta Gemina Colonorum - Ala II Claudia Gallorum - Ala I Thracum Herculana - Cohors I Apamenorum | - Cohors I Augusta Civium Romanorum - Cohors I Augusta Cyrenaica - Cohors II Augusta Thracum - Cohors I Bosporanorum - Cohors I Claudia | - Cohors II Claudia - Cohors I Hispanorum - Cohors II Hispanorum - Cohors I Italica - Cohors I Italica voluntariorum | - Cohors I Ituraeorum - Cohors I Raetorum - Cohors III Sagittariorum |

## Arrian
In Arrians Beschreibung der Streitkräfte, die er für seinen Feldzug gegen die Alanen (ἔκταξις κατ᾽ Ἀλανῶν) um 135 mobilisiert hat, werden 2 Legionen, 4 Alae und 10 Kohorten aufgeführt:
| - Ala I Augusta Gemina Colonorum - Ala II Gallorum - Ala II Ulpia Auriana - Ala I Ulpia Dacorum | - Cohors Apula - Cohors III Augusta Cyrenaica - Cohors I Bosporanorum - Cohors I Germanorum | - Cohors I Italica voluntariorum - Cohors I Ituraeorum - Cohors I Numidarum - Cohors I Raetorum | - Cohors IV Raetorum - Cohors III Ulpia Petraeorum - Legio XII Fulminata - Legio XV Apollinaris |

## Notitia dignitatum
In der Notitia dignitatum werden unter dem Kommando des Dux Armeniae folgende Einheiten aufgeführt:
| - Ala prima Augusta Colonorum - Ala Auriana - Ala secunda Gallorum - Ala castello Tablariensi constituta - Ala prima Iovia felix - Ala prima praetoria nuper constituta | - Ala Rizena - Ala Theodosiana - Ala felix Theodosiana - Ala prima felix Theodosiana - Ala prima Ulpia Dacorum - Cohors (in Mochora) | - Cohors Apuleia civium Romanorum - Cohors miliaria Bosporiana - Cohors prima Claudia equitata - Cohors miliaria Germanorum - Cohors prima Lepidiana - Cohors quarta Raetorum | - Cohors prima Theodosiana - Cohors tertia Ulpia miliaria Petraeorum - Cohors secunda Valentiana - Equites sagittarii - Legio duodecima Fulminata - Legio quintadecima Apollinaris |

## Classis Pontica
Die Classis Pontica war die in Trabzon stationierte römische Flotte für das Schwarze Meer.